# Unione Sportiva Palermo 1962-1963
Questa voce raccoglie le informazioni riguardanti l'Unione Sportiva Palermo nelle competizioni ufficiali della stagione 1962-1963.

## Stagione
Dopo uno dei migliori campionati della sua storia, ecco che arriva la deludente Serie A del Palermo, che concluderà all'ultimo posto retrocedendo in Serie B. 
È stata la seconda e ultima volta, dopo la stagione 1956-1957, che il club rosanero è stato declassato tra i cadetti con l'ultima posizione finale.
Per otto partite esterne, da Napoli-Palermo (3-1) con gol di Deasti a Juventus-Palermo (2-1) con gol di De Robertis, gli ospiti non hanno realizzato reti in trasferta: questa è appunto l'annata in cui la società siciliana totalizza il record negativo del minor numero di reti fuori casa (4).
L'allenatore Fioravante Baldi (che non aveva ancora regolarizzato la sua posizione e ufficialmente la squadra era guidata da Ballico), dal 31 ottobre 1962 fino al 31 gennaio 1963, fu squalificato per ingiurie e minacce all'arbitro negli spogliatoi dopo la gara Fiorentina-Palermo (3-1).
In Coppa Italia non ha nemmeno un buon andamento, perché la squadra è già eliminata al Primo turno dal Bari, che poi sostituirà il retrocesso Palermo.
Proprio in un caso con i galletti, al termine della stagione 1962-1963 l'allora dirigente sportivo del Palermo Totò Vilardo venne squalificato a vita per un tentativo di illecito: chiese infatti all'arbitro Concetto Lo Bello di far vincere il Bari nell'ultima giornata del campionato di Serie B, in modo che una volta promossa la matricola pugliese comprasse il giocatore José Ferdinando Puglia, risanando le casse della società rosanero.

## Rosa
Presidente: Casimiro Vizzini
| N. |                    | Ruolo | Calciatore       |
| -- | ------------------ | ----- | ---------------- |
|    | Italia (bandiera)  | P     | Ugo Rosin        |
|    | Italia (bandiera)  | P     | Claudio Bandoni  |
|    | Italia (bandiera)  | D     | Pietro Adorni    |
|    | Italia (bandiera)  | D     | Vittorio Calvani |
|    | Italia (bandiera)  | D     | Giorgio Ramusani |
|    | Italia (bandiera)  | D     | Bruno Giorgi     |
|    | Brasile (bandiera) | C     | Faustinho        |
|    | Italia (bandiera)  | C     | Enzo Benedetti   |
|    | Italia (bandiera)  | C     | Alberto Malavasi |
|    | Brasile (bandiera) | C     | Fernando         |

| N. |                   | Ruolo | Calciatore           |
| -- | ----------------- | ----- | -------------------- |
|    | Italia (bandiera) | C     | Giorgio Sereni       |
|    | Svezia (bandiera) | C     | Rune Börjesson       |
|    | Italia (bandiera) | C     | Giulio Cesare Spagni |
|    | Italia (bandiera) | C     | Gianluigi Maggioni   |
|    | Italia (bandiera) | C     | Elio Grani           |
|    | Italia (bandiera) | C     | Carlo Volpi          |
|    | Italia (bandiera) | A     | Luigi De Robertis    |
|    | Svezia (bandiera) | A     | Lennart Skoglund     |
|    | Italia (bandiera) | A     | Franco Deasti        |
|    | Italia (bandiera) | A     | Pier Luigi Cignani   |

## Calciomercato
| Acquisti | Acquisti             | Acquisti         | Acquisti |
| R.       | Nome                 | da               | Modalità |
| -------- | -------------------- | ---------------- | -------- |
| P        | Claudio Bandoni      | Bari             | -        |
| P        | Ugo Rosin            | Sampdoria        | -        |
| D        | Pietro Adorni        | Simmenthal-Monza | -        |
| D        | Elio Grani           | Catania          | -        |
| D        | Bruno Giorgi         | Vigevano         | -        |
| C        | Faustinho            | Sedan-Torcy      | -        |
| C        | Giulio Cesare Spagni | Messina          | -        |
| C        | Gianluigi Maggioni   | Vigevano         | -        |
| C        | Carlo Volpi          | Reggiana         | -        |
| A        | Lennart Skoglund     | Sampdoria        | -        |
| A        | Franco Deasti        | Varese           | -        |
| A        | Pier Luigi Cignani   | Piacenza         | -        |

| Cessioni | Cessioni          | Cessioni          | Cessioni |
| R.       | Nome              | a                 | Modalità |
| -------- | ----------------- | ----------------- | -------- |
| P        | Carlo Mattrel     | Juventus          | -        |
| D        | Tarcisio Burgnich | Inter             | -        |
| C        | Piero Ferri       | Reggiana          | -        |
| A        | Giancarlo Prato   | Sampdoria         | -        |
| C        | Fulvio Mosca      | Simmenthal-Monza  | -        |
| A        | Eugenio Fantini   | Simmenthal-Monza  | -        |
| A        | Metin Oktay       | Galatasaray       | -        |
| A        | Santino Maestri   | Sampdoria         | -        |
| C        | Francesco Casisa  | Marzotto Valdagno | -        |
| D        | Elio Ferrazzi     | Simmenthal-Monza  | -        |
| C        | Luigi Sardei      | Bari              | -        |
| A        | Agostino De Nardi | Bari              | -        |

## Risultati

### Serie A

#### Girone di andata
| 16 settembre 1962 1ª giornata | Palermo | 0 – 1 | SPAL |  |

| 23 settembre 1962 2ª giornata | Palermo | 0 – 1 | Torino |  |

| 30 settembre 1962 3ª giornata | Bologna | 4 – 0 | Palermo |  |

| 7 ottobre 1962 4ª giornata | Palermo | 1 – 1 | Inter |  |

| 14 ottobre 1962 5ª giornata | Palermo | 1 – 1 | Catania |  |

| 21 ottobre 1962 6ª giornata | Lanerossi Vicenza | 1 – 0 | Palermo |  |

| 28 ottobre 1962 7ª giornata | Fiorentina | 3 – 1 | Palermo |  |

| 1º novembre 1962 8ª giornata | Palermo | 0 – 4 | Roma |  |

| 8 novembre 1962 9ª giornata | Palermo | 1 – 0 | Mantova |  |

| 18 novembre 1962 10ª giornata | Genoa | 5 – 0 | Palermo |  |

| 25 novembre 1962 11ª giornata | Venezia | 0 – 1 | Palermo |  |

| 9 dicembre 1962 12ª giornata | Palermo | 1 – 1 | Juventus |  |

| 16 dicembre 1962 13ª giornata | Napoli | 3 – 1 | Palermo |  |

| 23 dicembre 1962 14ª giornata | Atalanta | 1 – 0 | Palermo |  |

| 30 dicembre 1962 15ª giornata | Palermo | 2 – 2 | Modena |  |

| 6 gennaio 1963 16ª giornata | Palermo | 1 – 1 | Sampdoria |  |

| 13 gennaio 1963 17ª giornata | Milan | 2 – 0 | Palermo |  |

#### Girone di ritorno
| 20 gennaio 1963 18ª giornata | SPAL | 1 – 0 | Palermo |  |

| 27 gennaio 1963 19ª giornata | Torino | 3 – 0 | Palermo |  |

| 3 febbraio 1963 20ª giornata | Palermo | 0 – 0 | Bologna |  |

| 10 febbraio 1963 21ª giornata | Inter | 4 – 0 | Palermo |  |

| 17 febbraio 1963 22ª giornata | Catania | 0 – 0 | Palermo |  |

| 24 febbraio 1963 23ª giornata | Palermo | 1 – 1 | Lanerossi Vicenza |  |

| 3 marzo 1963 24ª giornata | Palermo | 1 – 0 | Fiorentina |  |

| 10 marzo 1963 25ª giornata | Roma | 2 – 0 | Palermo |  |

| 17 marzo 1963 26ª giornata | Mantova | 1 – 0 | Palermo |  |

| 31 marzo 1963 27ª giornata | Palermo | 0 – 0 | Genoa |  |

| 7 aprile 1963 28ª giornata | Palermo | 2 – 1 | Venezia |  |

| 14 aprile 1963 29ª giornata | Juventus | 2 – 1 | Palermo |  |

| 21 aprile 1963 30ª giornata | Palermo | 1 – 1 | Napoli |  |

| 28 aprile 1963 31ª giornata | Palermo | 1 – 0 | Atalanta |  |

| 5 maggio 1963 32ª giornata | Modena | 2 – 0 | Palermo |  |

| 19 maggio 1963 33ª giornata | Sampdoria | 2 – 0 | Palermo |  |

| 26 maggio 1963 34ª giornata | Palermo | 1 – 3 | Milan |  |

### Coppa Italia
| Arbitro: | Babini (Ravenna) |

|                 |           |    |
| Postiglione 73’ | Marcatori | ùù |

## Statistiche

### Statistiche di squadra
| Competizione | Punti | In casa | In casa | In casa | In casa | In casa | In casa | In trasferta | In trasferta | In trasferta | In trasferta | In trasferta | In trasferta | Totale | Totale | Totale | Totale | Totale | Totale | DR  |
| Competizione | Punti | G       | V       | N       | P       | Gf      | Gs      | G            | V            | N            | P            | Gf           | Gs           | G      | V      | N      | P      | Gf     | Gs     | DR  |
| ------------ | ----- | ------- | ------- | ------- | ------- | ------- | ------- | ------------ | ------------ | ------------ | ------------ | ------------ | ------------ | ------ | ------ | ------ | ------ | ------ | ------ | --- |
| Serie A      | 20    | 17      | 4       | 9       | 4       | 14      | 18      | 17           | 1            | 1            | 15           | 4            | 36           | 34     | 5      | 10     | 19     | 18     | 54     | -36 |
| Coppa Italia |       | -       | -       | -       | -       | -       | -       | 1            | 0            | 0            | 1            | 0            | 1            | 1      | 0      | 0      | 1      | 0      | 1      | -1  |
| Totale       |       | 17      | 4       | 9       | 4       | 14      | 18      | 18           | 1            | 1            | 16           | 4            | 37           | 35     | 5      | 10     | 20     | 18     | 55     | -37 |

### Statistiche dei giocatori
| Giocatore      | Serie A  | Serie A | Coppa Italia | Coppa Italia | Totale   | Totale |
| Giocatore      | Presenze | Reti    | Presenze     | Reti         | Presenze | Reti   |
| -------------- | -------- | ------- | ------------ | ------------ | -------- | ------ |
| P. Adorni      | 15       | 0       | 0            | 0            | 15       | 0      |
| C. Bandoni     | 19       | -28     | 0            | 0            | 19       | -28    |
| E. Benedetti   | 12       | 0       | 1            | 0            | 13       | 0      |
| R. Börjesson   | 23       | 7       | 1            | 0            | 24       | 7      |
| V. Calvani     | 23       | 0       | 1            | 0            | 24       | 0      |
| P. L. Cignani  | 7        | 0       | 0            | 0            | 7        | 0      |
| L. De Robertis | 20       | 2       | 1            | 0            | 21       | 2      |
| F. Deasti      | 13       | 2       | 0            | 0            | 13       | 2      |
| Faustinho      | 8        | 1       | 1            | 0            | 9        | 1      |
| Fernando       | 29       | 3       | 1            | 0            | 30       | 3      |
| B. Giorgi      | 17       | 0       | 0            | 0            | 17       | 0      |
| E. Grani       | 5        | 0       | 0            | 0            | 5        | 0      |
| G. Maggioni    | 16       | 1       | 0            | 0            | 16       | 1      |
| A. Malavasi    | 29       | 0       | 1            | 0            | 30       | 0      |
| G. Ramusani    | 24       | 0       | 1            | 0            | 25       | 0      |
| U. Rosin       | 15       | -26     | 1            | -1           | 16       | -27    |
| G. Sereni      | 34       | 1       | 1            | 0            | 35       | 1      |
| L. Skoglund    | 6        | 0       | 1            | 0            | 7        | 0      |
| G. C. Spagni   | 20       | 0       | 0            | 0            | 20       | 0      |
| C. Volpi       | 29       | 1       | 1            | 0            | 30       | 1      |